# 兰里方言
兰里语 (緬甸語發音：[jáɴbjɛ́ bàðà zəɡá]，或Yanbye、Ranbre)是一种缅甸若开邦南部若开语的主要方言，特别是兰里岛周边地区和孟加拉国南部沿海地区。兰里语也沿伊洛瓦底省西海岸线广泛分布。